# Günther Paulus
Ernst Günther Paul Friedrich Paulus (* 2. Oktober 1898 in Berlin; † 8. September 1976 in Tegernsee) war ein deutscher Architekt, der vor allem in Berlin und Umgebung wirkte.

## Leben und Wirken
Günther Paulus wurde am 2. Oktober 1898 als erstes Kind des Architekten Ernst Paulus in Berlin geboren. In den Jahren von 1904 bis 1910 besuchte er das Königliche Luisen-Gymnasium in Berlin. Im Oktober 1910 wechselte Günther Paulus auf das erst 1909 entstandene Arndt-Gymnasium in Dahlem, das sich als humanistische Knaben-Bildungsanstalt verstand.
Im Ersten Weltkrieg wurde Paulus eingezogen und trat im Juni 1916 in das königlich preußische Ulanen-Regiment Nr. 11 „Graf Haeseler“ als Fahnenjunker ein. Im Dezember 1917 erlangte er das Offizierspatent. Bei seinem Einsatz in Frankreich erlitt Paulus eine Verwundung und erhielt für „Tapferkeit vor dem Feind“ das Eiserne Kreuz I. und II. Klasse. Im Januar 1918 legte er das Abitur am Arndt-Gymnasium ab. Diese spezielle „Kriegsteilnehmerprüfung“ bestand aus den schriftlichen Prüfungen in den Fächern Deutsch, Mathematik, Griechisch und Latein und dazu einer umfangreichen mündlichen Prüfung. 1919 wurde Paulus Leutnant im Ulanen-Regiment Nr. 11.
Im selben Jahr immatrikulierte er sich für das Studienfach Architektur an der Großherzoglich Badischen Technischen Hochschule „Friedericiana“ in Karlsruhe, dessen Lehre noch stark konservativ durch den 1915 verstorbenen Architekten und Architekturtheoretiker Friedrich Ostendorf geprägt war. Am 29. Januar 1920 legte Paulus seine Diplom-Vorprüfung ab. Am 15. Juli 1921 schloss er dann sein Studium mit dem akademischen Grad eines Diplom-Ingenieurs (Dipl.-Ing.) an der Technischen Hochschule Berlin-Charlottenburg ab.
Im darauffolgenden Jahr war Paulus im Architekturbüro von Alfred Breslauer und Paul Salinger angestellt und wurde Mitglied im Architektenverein zu Berlin. Am 13. Juli 1923 legte er seine Dissertation mit dem Titel Die Architektonischen Gestaltungsmittel der Gartenanlagen zwischen Rhein und Main vor und promovierte daraufhin am 22. Mai 1924 an der Technischen Hochschule Darmstadt zum Doktor-Ingenieur (Dr.-Ing.).
Am 1. April 1924 wurde Günther Paulus Partner im väterlichen Architekturbüro, das von nun an unter „Ernst und Günther Paulus“ firmierte. Außerdem gründeten beide 1932 und 1935 die „Pflug und Egge“ Landsiedlungs-Gesellschaft mbH und die „Haus und Garten“ Wohnungsbau-Gesellschaft mbH. Als freiberuflich tätiger Architekt wurde er Mitglied im Bund Deutscher Architekten (BDA). Am 6. Mai 1933 heiratete er in Berlin-Dahlem Irmgard Heydenreich, und am 4. März 1934 wurde der erste Sohn Klaus-Günther in Berlin-Dahlem geboren. Ihm folgten am 15. April 1935 der Sohn Rolf-Dieter, am 11. Juni 1941 der Sohn Goetz-Hartmut und am 22. September 1942 die einzige Tochter, Irmgard-Verena.
Mit Kriegsbeginn 1939 wurde Günther Paulus eingezogen und an verschiedenen Kriegsschauplätzen, wie z. B. Finnland und Deutschland, als Verbindungsoffizier eingesetzt. Nach Kriegsende 1945 zog die Familie in die Schweiz, wo sie sich zunächst in verschiedenen Lagern aufhielt, bis Paulus eine Anstellung bei dem Schweizer Architekten Max Kopp in Zürich bekam. 1946 wurde Paulus dann Assistent für Bauzeichnen und Architektur an der Eidgenössischen Technischen Hochschule Zürich bei Friedrich Hess.
1946 wanderte die Familie nach Brasilien aus. Dort wurde er 1950 geschäftsführender Mitinhaber der Galleria Paulista de Modas, die bereits im 19. Jahrhundert durch die Familie seiner Frau Irmgard in São Paulo gegründet worden war. 1953 wurden zudem noch die Möbelfabrik Industrias Paulus und 1955 das Architektur- und Baubüro Construtora Paulus ebenfalls in São Paulo gegründet. 1968 kehrte Günther Paulus nach Deutschland zurück und ließ sich in Tegernsee nieder, wo er am 8. September 1976 verstarb.

## Werk

### Bauten
- 1922–1923: Landhaus Thaden in der Villenkolonie Grunewald, Bernadottestraße 7
- 1925–1926: Verwaltungsgebäude der Großhandels- und Lagerei-Berufsgenossenschaft in Berlin-Wilmersdorf, Bundesallee 57/58 (mit Ernst Paulus, in Überarbeitung eines älteren Entwurfs des Architekten Otto Walther)
- 1927–1931: Künstlerkolonie Berlin in Berlin-Wilmersdorf (mit Ernst Paulus)
- 1928–1929: Kreuzkirche in Berlin-Schmargendorf (mit Ernst Paulus)
- 1934: Gymnastikschule und Wohnhaus Elfriede Delitzsch, Berlin-Grunewald (mit Günther Paulus)
- 1936–1940: Siedlung der „Haus und Garten“ Wohnungsbau-GmbH in Plaue
- 1936–1938: Siedlung der „Haus und Garten“ Wohnungsbau-GmbH in Werder (Havel)
- 1937: Siedlung in Dahlwitz-Hoppegarten
- 1936–1941: Westsiedlung Waren in Waren (Müritz)
- 1937–1939: Siedlung der „Haus und Garten“ Wohnungsbau-GmbH in Wismar
- 1937: Siedlung der Gemeinnützige Heimstätten AG in Berlin-Biesdorf, Oberfeldstraße / Rosslauer Straße / Hafersteig
- 1937: Wohnhaus für Elli Paulus in Berlin-Dahlem, Schellendorfstraße 13–15
- 1937: Siedlung der „Haus und Garten“ Wohnungsbau-GmbH in Potsdam-Wildpark
- 1937: Mehrfamilienhäuser für Günther Paulus in Potsdam-Babelsberg, Großbeerenstraße 41–43, Horstweg 3 und 2–4
- 1938: drei Angestelltenhäuser für die Aluminiumwerke Waren in Waren (Müritz)
- 1938: Mehrfamilenwohnhaus-Bebauung der „Haus und Garten“ Wohnungsbau-GmbH in Salzburg, Weiserstraße
- 1939: Mehrfamilenwohnhaus-Bebauung für Rolf Paulus in Potsdam-Babelsberg, Hakendamm / Moltkestraße
- 1939: Siedlung der „Haus und Garten“ Wohnungsbau-GmbH in Mirow
- 1940: Mehrfamilenwohnhaus-Bebauung der „Haus und Garten“ Wohnungsbau-GmbH in Salzburg, Fanny-von-Lehnert-Straße
- 1942: Siedlung der „Haus und Garten“ Wohnungsbau-GmbH in Finow
- 1947–1949: Umbau des Warenhauses Galeria Paulista de Modas in São Paulo, rua Direita 190
- 1949: Filiale in Campinas, rua Barão de Jaguara 1148
- 1950: Hochhaus für C. O. Müller in Curitiba (Paraná), rua Barão de Cerro Azul 200–230
- 1951: Garagengebäude für Erich Heydenreich in São Paulo, rua Lima Barros 93
- 1951: Wohnhaus für Dr. João Schmitt in São Paulo, rua Santos Dumont 248
- 1952: Wohnhaus für Walter Heydenreich in São Paulo, rua Petropolis 88
- 1952: katholische Kirche in São Paulo, Vila Maria
- ab 1952: Möbelfabrik Industrias Paulus in São Paulo
- 1957: Deutsche Baptistenkirche in São Paulo, Pfarrhaus und Gemeindesaal der Deutschen Friedenskirche in São Paulo
- 1961–1968: verschiedene Bauten für den Deutschen Hilfsverein in São Paulo
- 1962: Kapelle des Deutschen Hilfsvereins in São Paulo
- 1964: Anbau der Deutschen Humboldtschule in São Paulo
- 1965–1967: Anbau für das Altersheim OASE und Neubau eines Wäschereigebäudes in São Paulo
- 1966: Wohnhaus Pawlik in São Paulo, Verwaltungsgebäude des Pharmaunternehmens Berlimed (Schering) in São Paulo
- 1967: Wohnhaus Barreiro in São Paulo

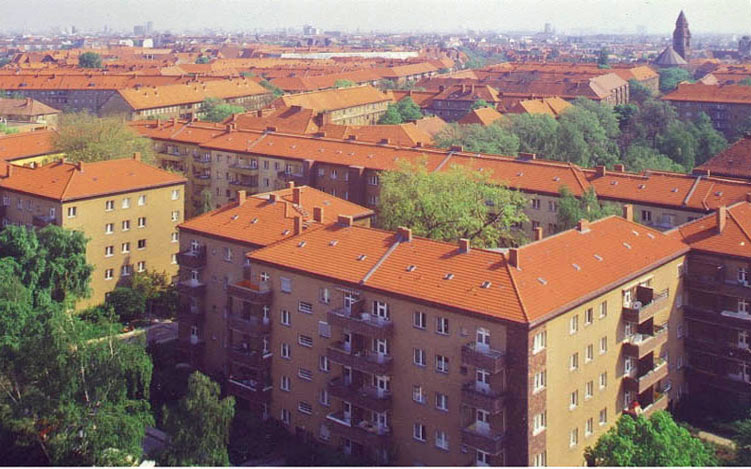
Künstlerkolonie
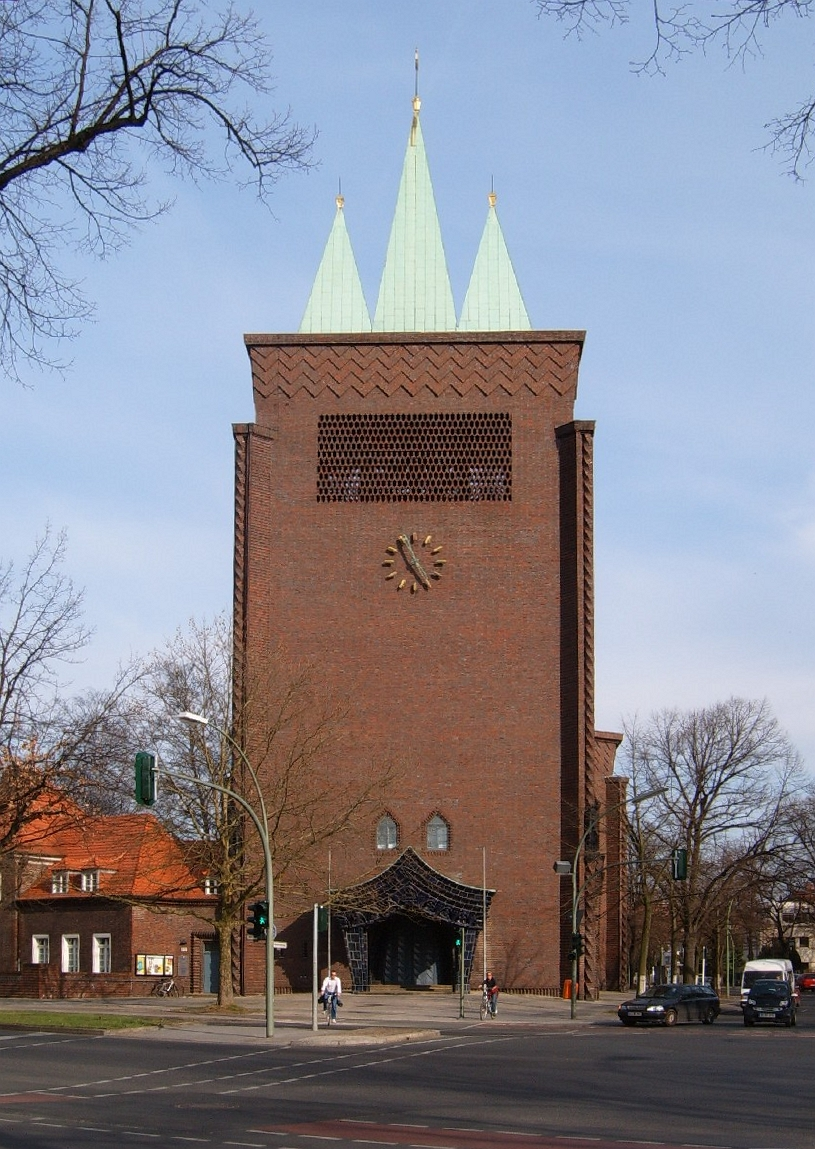
Kreuzkirche in Berlin-Schmargendorf
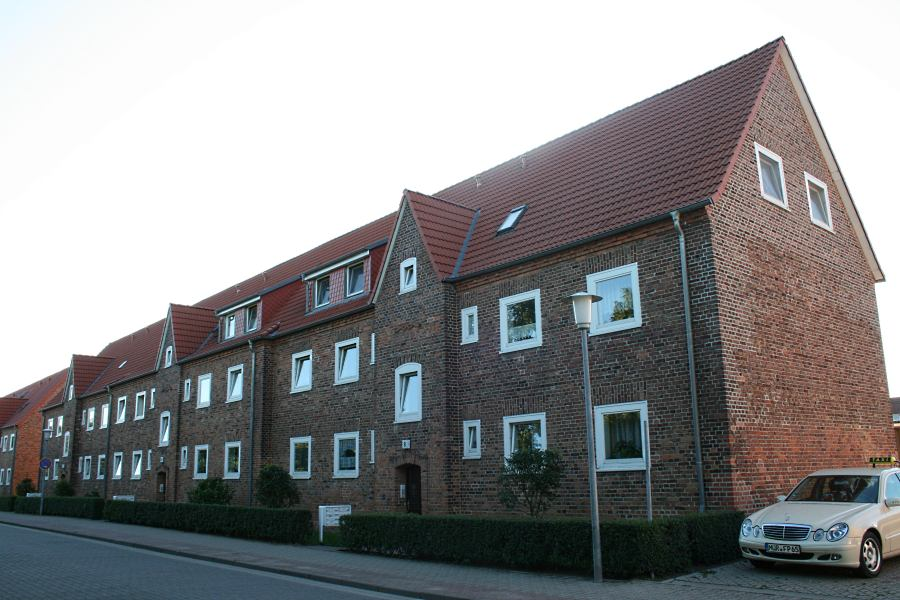
Westsiedlung Waren

### Schriften
- Die architektonischen Gestaltungsmittel der Gartenanlagen zwischen Rhein und Main. Berlin 1930. (Zugleich Dissertation, Technische Hochschule Darmstadt, 1923.)